# Нійдіярв
Ні́йдіярв (ест. Niidijärv) — природне озеро в Естонії, у волості Ляене-Сааре повіту Сааремаа.

## Розташування
Нійдіярв належить до Західно-острівного суббасейну Західноестонського басейну.
Озеро лежить поблизу східної околиці села Аустла.

## Опис
Загальна площа озера становить 1,8 га. Довжина берегової лінії — 901 м.